# نیکول برادتک
 نیکول برادتک (انگلیسی: Nicole Bradtke؛ زادهٔ ۲۲ سپتامبر ۱۹۶۹) یک تنیس‌باز اهل استرالیا است.